# Władysław Turski (inżynier)
Władysław Turski (ur. 1850, zm. 20 marca 1931 w Krakowie) – polski inżynier, prezes „Sokoła” krakowskiego i wiceprezes Związku Polskich Gimnastycznych Towarzystw Sokolich w Cesarstwie Austriackim.

## Życiorys

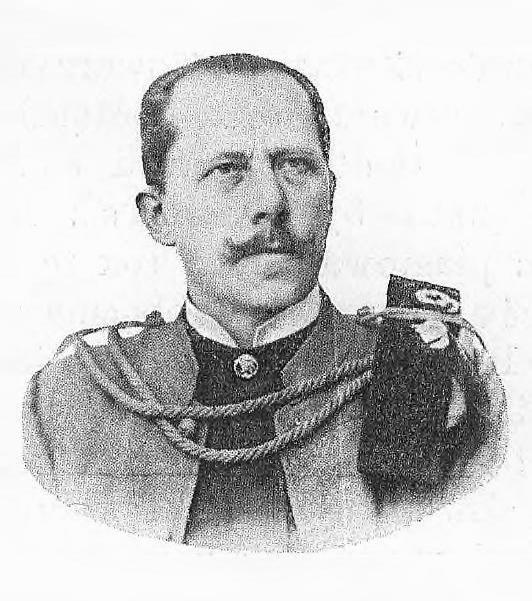
Władysław Turski (TG Sokół)

Starszy inżynier Wydziału Krajowego. Członek Komitetu Głównego Stronnictwa Demokratyczno-Narodowego w Galicji, członek Ligi Narodowej. Był założycielem „Sokoła” w Zaleszczykach. W latach 1889–1919 pełnił funkcję prezesa Towarzystwa Gimnastycznego „Sokół” w Krakowie i wiceprezesa Związku Polskich Gimnastycznych Towarzystw Sokolich w Cesarstwie Austriackim. Od 1899 roku był członkiem korespondentem Towarzystwa Muzeum Narodowego Polskiego w Rapperswilu. Radny miasta Krakowa w latach 1902–1914. W 1903 roku został wybrany członkiem rady muzealnej Muzeum Polskiego w Rapperswilu. W 1910 roku był członkiem Komitetu Grunwaldzkiego. Podczas I wojny światowej we współpracy z prezydentem Krakowa Leo utworzył legion zachodni, który walczył jako druga brygada karpacka. W niepodległej Polsce był radcą miejskim, kierownikiem oddziału technicznego Krakowskiej Rady Powiatowej, członkiem Dyrekcji Komunalnej Kasy Oszczędności miasta Krakowa. Został wyznaczony biegłym („znawcą ocenicielem”) dla spraw o wywłaszczenia w razie budowy dróg wodnych i regulacji rzek na rok 1923 w Województwie Krakowskim.
Zmarł 20 marca 1931 roku. Uroczystości pogrzebowe odbyły się w kościele św. Anny, w których wziął udział biskup Stanisław Rospond, druhowie Sokoła krakowskiego, delegacje Sokołów z Rzeszowa, Tarnowa, Nowego Sącza, Jasła, Żywca, Wieliczki, a nawet z Zagłębia Dąbrowskiego, przedstawiciele władz Krakowa z prezydentem Rolle, starostą Małaszyńskim i mieszkańcy Krakowa. Został pochowany 23 marca 1931 roku na cmentarzu Rakowickim w Krakowie (kwatera BD-wsch-2 po prawej Nowaka).
Z żoną Marią miał troje dzieci: Mariana, Stanisława (1882–1938) i Marię Straszewską.

## Ordery i odznaczenia
- Krzyż Kawalerski Orderu Odrodzenia Polski (10 listopada 1928)[8]